# Steinkreuz Fermersleben
Das Steinkreuz Fermersleben war ein Steinkreuz im heute zu Magdeburg gehörenden Fermersleben in Sachsen-Anhalt.
Das historische, möglicherweise auf das Mittelalter zurückgehende Kreuz befand sich am Fermersleber Friedhof, dem heutigen Park nördlich des Kriegerdenkmals Fermersleben. Es stand im Straßengraben auf der Westseite der jetzigen Straße Alt Fermersleben. Gegenüber befand sich der damalige Gemeindeplatz. Der Standort lag damit nördlich der Ortslage von Fermersleben an der Hauptstraße in Richtung Magdeburg.
Das Kreuz war möglicherweise als Sühnekreuz errichtet worden. Es war als lateinisches Kreuz mit parallelen Kanten gestaltet und aus Sandstein gefertigt. Die Größe ist unbekannt.
Das Kreuz wurde bei einer Verbreiterung der Straße 1920/21 möglicherweise im Zuge des Baus der Straßenbahnstrecke beseitigt. Vermutlich wurde es zerstört. Eine Fotografie des Kreuzes soll erhalten sein.